# Xã Danby, Michigan
Xã Danby (tiếng Anh: Danby Township) là một xã thuộc quận Ionia, tiểu bang Michigan, Hoa Kỳ. Năm 2010, dân số của xã này là 2.988 người.